# ویکی‌پدیای کانتونی
ویکی‌پدیای کانتونی (به چینی کانتونی: 維基百科，自由嘅百科全書) نسخهٔ کانتونی‌زبان وب‌گاه ویکی‌پدیا است که تا ۲ دسامبر ۲۰۱۰ دارای ۱۴٫۵۸۷ نوشتار به این زبان بود.
این دانشنامه تا ۱۹ اوت ۲۰۱۱ با بیش‌از ۱۶٬۲۰۰ مقاله در رتبه نودم ویکی‌پدیاها قرار دارد.